# Wilhelm IV. (Aquitanien)
Wilhelm, genannt Eisenarm (lateinisch Fera brachia, französisch Fier-à-Bras; † 995/996) war als Wilhelm IV. Herzog von Aquitanien und als Wilhelm II. Graf von Poitou. Er war ein Sohn des Herzogs Wilhelm III. Werghaupt aus der Familie der Ramnulfiden und seiner Ehefrau Gerloc-Adele von der Normandie.

## Leben
Wilhelm stand zunächst unter der Vormundschaft seines Onkels, des Bischofs Ebalus von Limoges. Nach der Regierungsübernahme näherte sich Wilhelm den Kapetingern unter seinem Schwager Hugo Capet an. Deshalb verschlechterte sich aber sein Verhältnis zum karolingischen König Lothar. Der König schickte seinen Sohn, Ludwig den Faulen, 982 nach Aquitanien, um dort als Unterkönig zu herrschen, was Wilhelms eigene Position in Frage stellte. Dieser Konflikt endete allerdings 984 mit der Abberufung Ludwigs.
Nach dem Sturz der Karolinger 987 und der Wahl Hugo Capets weigerte sich Wilhelm, den neuen König anzuerkennen. Im Jahr darauf verteidigte er Poitiers gegen Hugo Capet, worauf er sich mit ihm versöhnte und auch als König anerkannte. Der Dynastiewechsel auf dem französischen Thron leitete für die weitere Geschichte Aquitaniens einen neuen Abschnitt ein, da das neue Königtum seither kaum noch Präsenz im Raum südlich der Loire zeigte und sich hauptsächlich auf das Gebiet der alten Francia beschränkte. Robert II. der Fromme war überhaupt der letzte König für die folgenden einhundert Jahre, der aquitanischen Boden betrat. Für Wilhelm bedeutete dies das Erreichen einer faktisch unabhängigen Position. Zugleich wurde in seiner Regentschaft die herzogliche Gewalt durch eine zunehmende Feudalisierung Aquitaniens geschwächt. Zum Beispiel erhoben sich Wilhelms Vizegrafen in der Auvergne eigenmächtig zu Grafen, ohne dass er dagegen etwas unternehmen konnte.
Wilhelm heiratete um 968 Emma von Blois († 27. Dezember 1003), eine Tochter von Theobald I. Tricator von Blois, Graf von Blois, und Liutgard von Vermandois. Beider Sohn war Wilhelm der Große. Seine Ehe und seine Herrschaft wurden jedoch durch zahlreiche außereheliche Beziehungen belastet, die seine Ehefrau dazu brachte, ihn zu verlassen. Er wird in den Chroniken dann nicht mehr erwähnt, vermutlich weil die Mönche sich weigerten, über einen ehelich untreuen Adligen zu schreiben. Nach einer vorübergehenden Versöhnung mit Emma taucht er in den Dokumenten wieder auf, um schließlich endgültig zu verschwinden.
Zum Ende seines Lebens zog sich Wilhelm in die Abtei von Saint-Maixent zurück, wo er auf dem Sterbebett das Mönchsgewand anlegte. Er wurde dort auch bestattet. Seit der Versöhnung mit seiner Frau galt Wilhelm als freigiebiger Förderer religiöser Einrichtungen. 989 gründete er die Benediktinerabtei von Maillezais.